# 道の駅古今伝授の里やまと
道の駅古今伝授の里やまと（みちのえき こきんでんじゅのさとやまと）は、岐阜県郡上市大和町剣にある岐阜県道317号剣大間見白鳥線の道の駅である。

## 概要
中庭広場を取り囲むように、物販店や手作りパン工房、飲食店が並び、足湯やアイスクリーム・ヨーグルト工房がある。野菜の直売所「郡上旬彩館やまとの朝市」、温浴施設「やまと温泉　やすらぎ館」、ホテル「フェアフィールド・バイ・マリオット・岐阜郡上」が隣接している。
炭火でじっくりと焼き上げる鮎の塩焼きは、お盆シーズンは毎日600匹も売れるほど人気がある。毎年GWから養殖鮎を焼き始め、お盆過ぎからは天然鮎、10月は子持ちの養殖鮎に。冷凍保存しているので年中味わえる。（冬期は土日のみ）

## 施設
入居するテナント・営業時間の詳細は、公式サイトの施設一覧を参照。
- 駐車場
  - 普通車：240台
  - 大型車：7台
  - 身障者用：5台
- トイレ
  - 男：大 3器（3器） 小 7器（7器）
  - 女：15器（8器）
  - 身障者用：2器（1器）

※（）内は24時間使用可能
- くつろぎ広場（9:00 - 18:00）
  - 物産販売 湯多花の市
  - 四季食彩レストラン おがたま
  - みちしる
  - 麺処 なつつばき
  - 小昼処 かにはさくら[2]
  - 手作りパン工房 かはな草
  - おふくろの味 安食里[3]
  - ギャラリー めどにけづり花
  - 足湯（無料）
- やまと温泉やすらぎ館（10:00 - 21:30）[3]
  - 古今東西店（売店）
  - レストラン山法師
- 郡上旬彩館 やまとの朝市（8:30 - 16:00、冬季は9:00 - 16:00）

### 管理団体
- 設置者：郡上市
- 指定管理者：郡上大和総合開発株式会社[3]

## 休館日
- 毎週火曜日（祝日の場合は翌日）
- 年末年始（12月31日 - 1月1日）

## アクセス
- 岐阜県道317号剣大間見白鳥線（国道156号から約300m）
- 東海北陸自動車道ぎふ大和ICより約5分。
- 長良川鉄道越美南線 郡上大和駅より徒歩約10分。

## 周辺
当道の駅隣接地に、積水ハウスとマリオット・インターナショナルの合弁事業によるホテル「フェアフィールド・バイ・マリオット・岐阜郡上」が2020年10月9日に開業した。
- 古今伝授の里フィールドミュージアム
- 長良川
- 小間見川